# Buick Electra E5
Buick Electra E5 – elektryczny samochód osobowy typu SUV klasy wyższej produkowany pod amerykańską marką Buick od 2022 roku.

## Historia i opis modelu

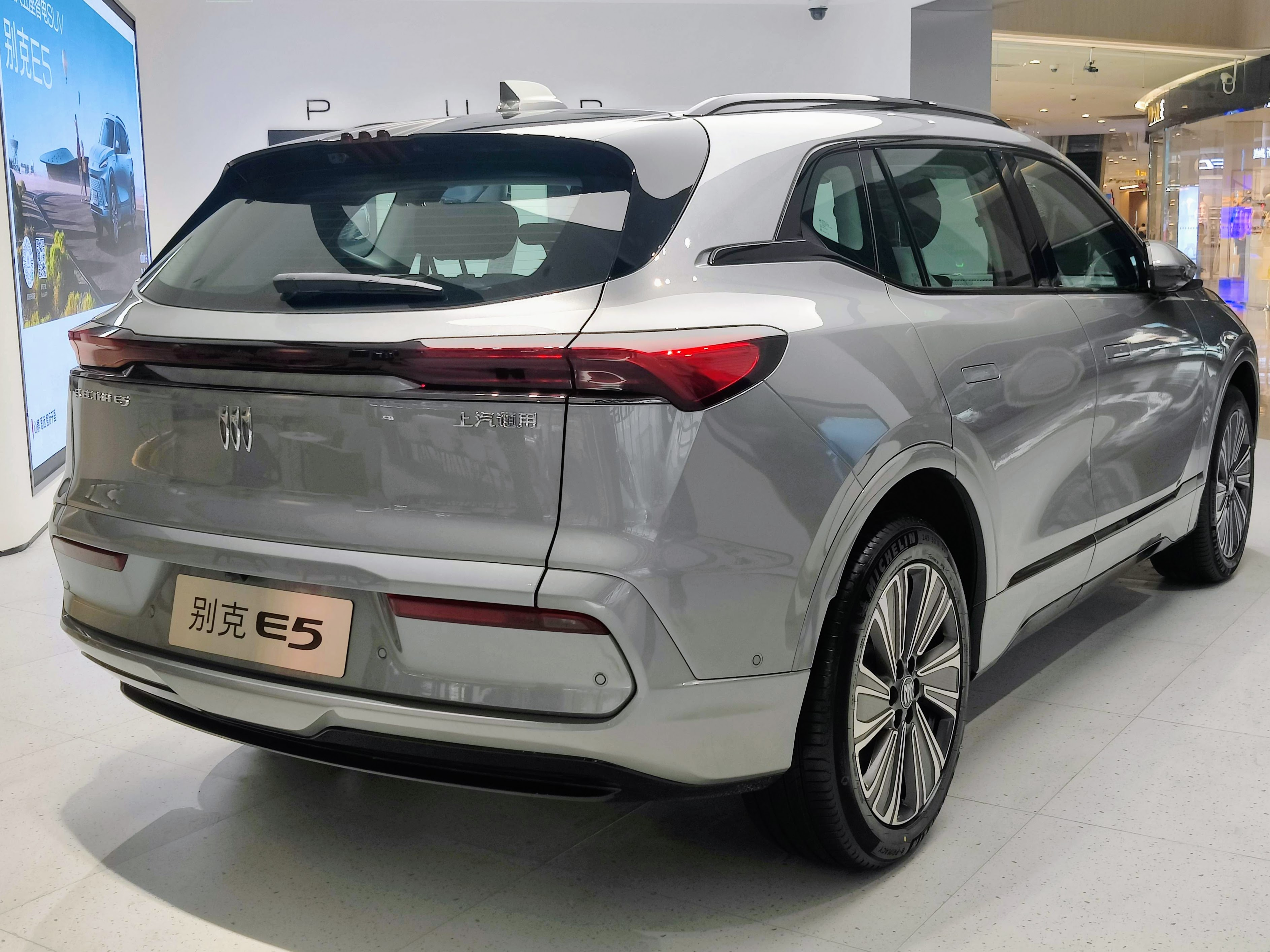
Buick Electra E5 - tył

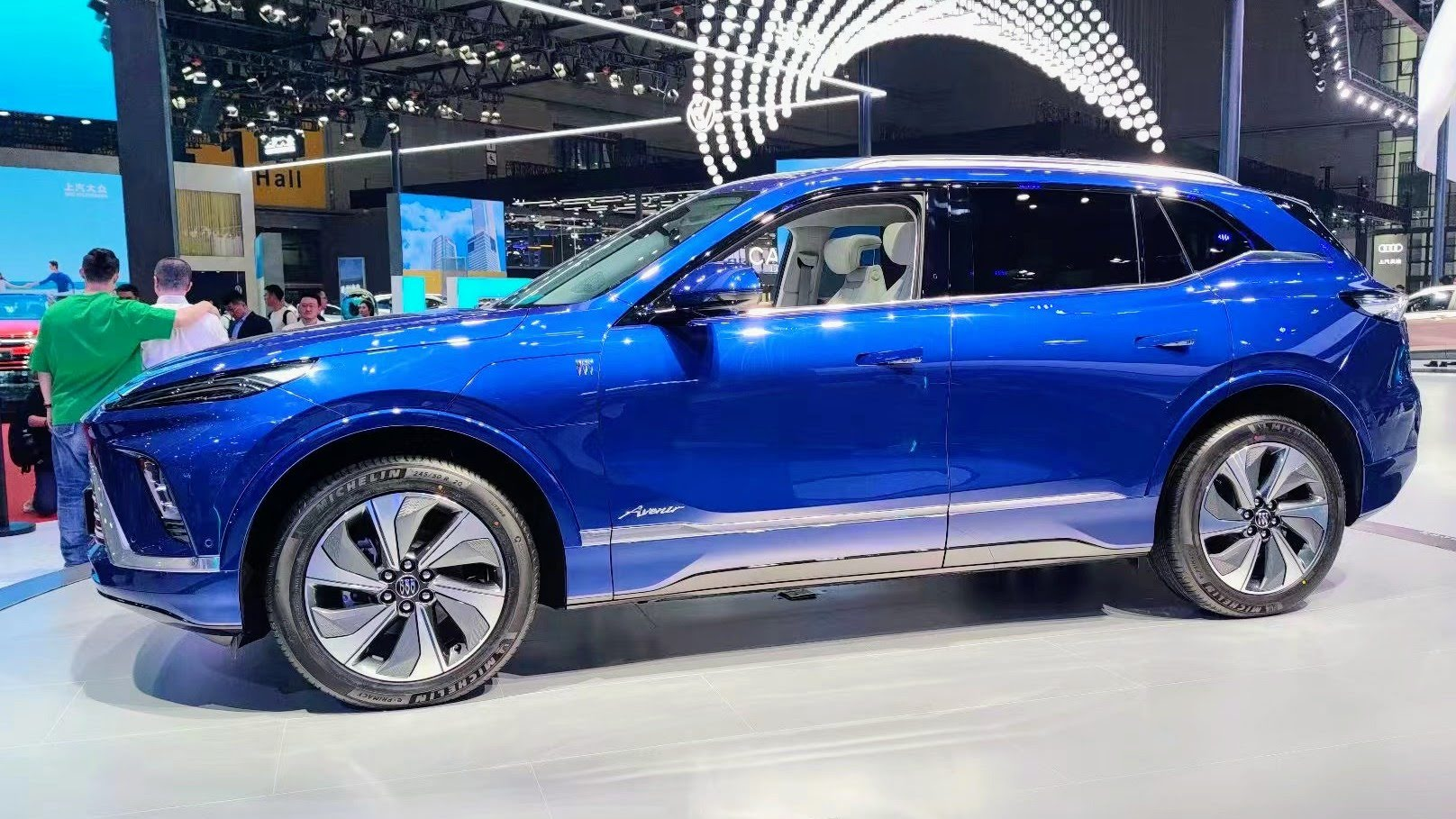
Buick Electra E5 Avenir

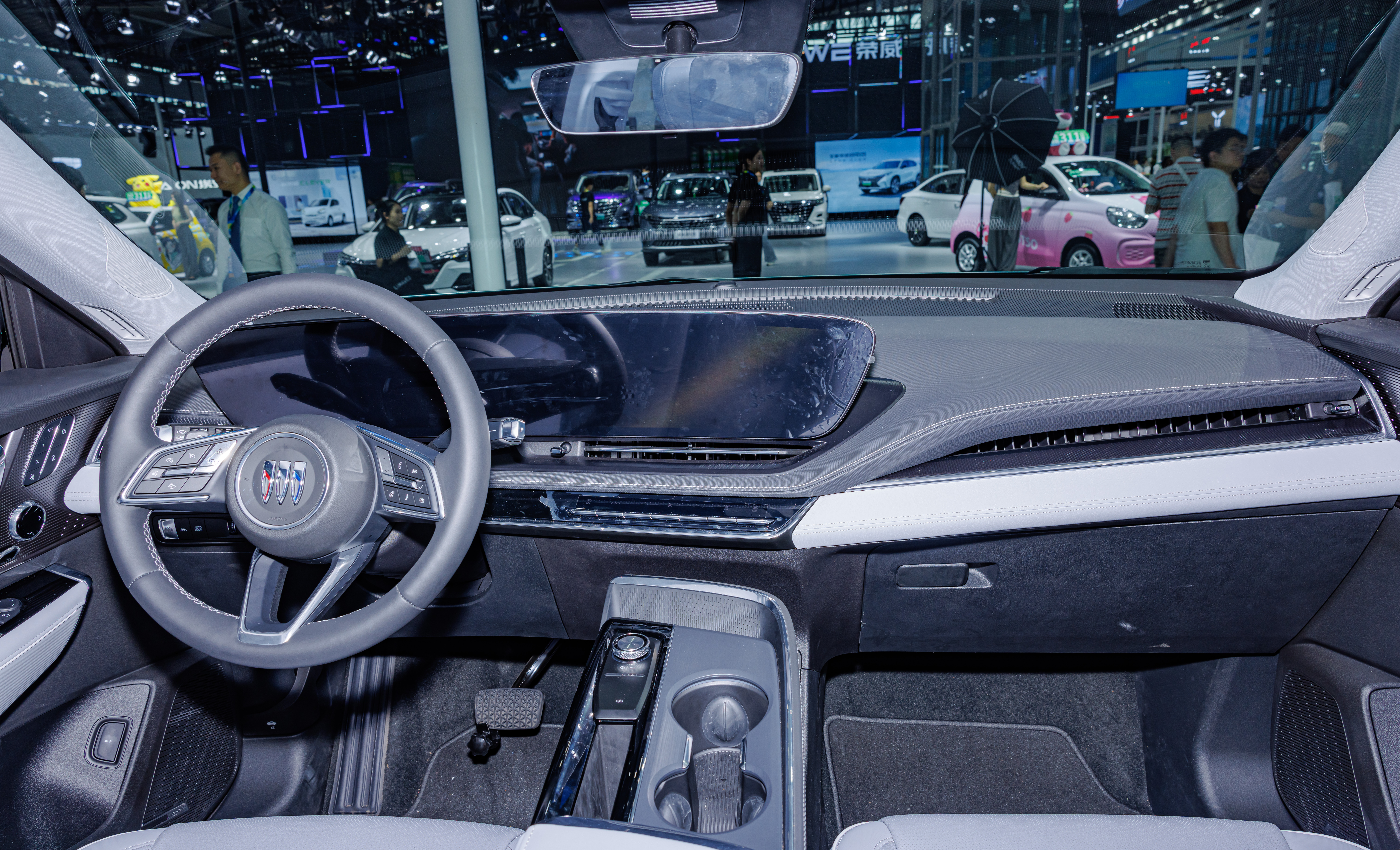
Buick Electra E5 - kokpit

Z końcem 2021 roku Buick zarejestrował prawa do nazwy Electra, zwiastując plany przywrócenia jej do użytku po ponad 30-letniej przerwie. Przedsmakiem premiery pierwszej współczesnej Electry był zaprezentowany w czerwcu 2022 prototyp elektrycznego crossovera Buick Electra-X Concept, który zapowiedział także zupełnie nowy język stylistyczny modeli amerykańskiej firmy. Produkcyjny Buick Electra E5 zadebiutował oficjalnie w grudniu 2022 jako duży, wyższej klasy SUV o pełni elektrycznym napędzie, stanowiąc przeciwwagę dla dużej, luksusowej limuzyny napędzanej silnikami V6 i V8 z lat 1958–1990, która po raz ostatni nosiła nazwę Electra. Co więcej, Buick jeszcze przed debiutem Electry E5 zaplanował zbudowanie całej gamy różnej wielkości elektrycznych modeli Electra E z numerycznym rozwinięciem.
Buick Electra E5 to pierwszy model firmy zbudowany na przystosowanej wyłącznie do napędu elektrycznego, modułowej płycie podłogowej Ultium koncernu General Motors współdzieloną m.in. z bliźniaczym technicznie Chevroletem Equinox EV. Samochód utrzymano w nowej estetyce firmy, będąc trzecim produkcyjnym modelem z charakterystyczną stylizacją przodu oraz nowym logo firmowym po spalinowym SUV-ie Envista i minivanie GL8 Century. Wąskie reflektory wykonane w technologii LED przyozdobiły szpiczasty przód, a zderzak zwieńczyła trapezowa, nisko osadzona imitacja wlotu powietrza malowana w kolorze nadwozia. Innymi charakerystycznymi detalami został umieszczony w lewym błotniku port ładowania i chowane klamki.
W lutym 2023 producent przedstawił fotografie kabiny pasażerskiej utrzymanej w cyfrowo-minimalistycznym wzornictwie, podobnie jak pokrewne modele oparte na platformie Ultium wyróżniające się pustą przestrzenią między masywnym tunelem środkowym a deską rozdzielczą. Cyfrowy panel zegarów i dotykowy ekran systemu multimedialnego o przekątnej po 30 cali utworzyła jedna zakrzywiona tafla w kształcie obróconego trapezu, wyświetlając obraz w jakości 6K.

### Sprzedaż
Electra E5 została zbudowana głównie z myślą o rynku chińskim, trafiając tam do sprzedaży w pierwszej połowie 2023 roku z lokalnych zakładów SAIC-GM w Wuhan po rozpoczęciu produkcji w przedostatnim dniu grudnia 2022. Ponadto, poczynając od 2024 roku elektryczny SUV ma wzbogacić ofertę Buicka także na rodzimym rynku amerykańskim oraz w sąsiedniej Kanadzie.

### Dane techniczne
Buick Electra E5 to samochód w pełni elektryczny, do którego napędu wykorzystano jeden silnik przenoszący moc na przednią oś i rozwijając łączną moc 241 KM, rozpędzając 2,5 tonowego SUV-a do prędkości maksymalnej 180 km/h. Akumulatory o nieokreślonej jeszcze pojemności dostarcza chińska firma CATL w ramach partnerstwa z SAIC-GM.